# 錦城食品
錦城食品株式会社（きんじょうしょくひん）は、奈良県奈良市に本社を置く日本の加工食品会社。昆布茶の製造・販売を主とする。「お城のマークの錦城印」の商標で西日本を中心に販売されている。

## 事業所
- 本社・工場 - 奈良県奈良市大安寺6-6-1
- 福岡支店 - 福岡県福岡市中央区警固2-3-26

## 沿革
- 1927年（昭和2年） - 個人商店として池田屋商店を創業。昆布茶の製造、販売を開始。
- 1960年（昭和35年）9月13日 - 株式会社池田屋商店設立。本社を大阪府大阪市天王寺区に置く。
- 1964年（昭和39年）4月1日 - 奈良市に工場新築移転。
- 1965年（昭和40年）10月1日 - 社名を錦城食品株式会社に変更。
- 1971年（昭和46年）9月1日 - 福岡支店を設置。
- 1993年（平成5年）3月5日 - 本社を奈良工場内に移転。

## 主な商品
- 昆布茶
- 梅昆布茶
- しそ茶
- しいたけ茶